# KBS 아트비전

## 개요
⦁ KBS·OTT·종편에서 제작하는 TV방송 및 영상 콘텐츠 미술 제작 위탁 관리 사업, 국내외 문화행사·전시 기획 및 연출 사업, 기타 관련 부대사업 등을 영위하는 한국방송공사의 자회사. 본사는 서울특별시 영등포구 여의대방로 359(여의도동)에 위치해있다.

## 연혁
⦁ 1991년 10월 1일 : 주식회사 케이비에스아트비전 설립
⦁ 1995년 10월 25일 : 전문건설업 면허 취득
⦁ 1998년 5월 31일 : 제25회 한국방송대상 미술상 수상(용의눈물)
⦁ 2004년 4월 22일 : 한국복식도감 발간
⦁ 2018년 3월 : 2018평창동계패럴림픽 개⦁폐회식 제작 및 운영
⦁ 2023년 4월 : 2023 순천만 국제 정원 박람회 운영

## 역대 대표이사
⦁ 초대 조찬길(1991~1993)
⦁ 2대 김은구(1993~1995)
⦁ 3대 이일로(1995~1997)
⦁ 4대 서정원(1997~1998)
⦁ 5대 김순기(1998~1999)
⦁ 6대 정선언(1999)
⦁ 7대 이상원(1999~2000)
⦁ 8대 정관영(2000~2001)
⦁ 9대 이봉원(2001)
⦁ 10대 이석우(2001~2003)
⦁ 11대 양성수(2003~2005)
⦁ 12대 박명규(2005~2009)
⦁ 13대 이녹영(2009~2012)
⦁ 14대 강순필(2012~2014)
⦁ 15대 전진국(2014~2015)
⦁ 16대 서재석(2015~2017)
⦁ 17대 김대회(2017~2018)
⦁ 18대 박상재(2018~2020)
⦁ 19대 김덕재(2020~2021)
⦁ 20대 윤창범(2021~2022)
⦁ 21대 김영도(2022~2024)
⦁ 22대 정철훈(2024~)
⦁ 23대 김종욱(2025~)

## 주요사업
⦁ 종합방송미술사업
- TV방송 및 영상콘텐츠의 종합미술(세트디자인, 영상디자인, 무대제작, 장식소품, 의상, 분장미용, 특수효과, 영상장치 등) 제공
- 주요사업
* KBS : KBS 프로그램(드라마, 예능, 교양)
* OTT : 넷플릭스 '안나라수마나라'(2022), '너의시간속으로'(2023)
* 종편 : MBN '세자가 사라졌다'(2024), 채널A '체크인한양'(2024)
⦁ 문화사업
- 테마파크, 전시, 이벤트, 박람회, 홍보영상물 제작 등 다양한 문화행사 기획⦁연출
- 주요사업 : 서울라이트 광화문 빛축제(2023),서울라이트 한강 빛섬축제(2024),인천 개항장 문화유산 야행(2019~2020, 2022~2024),
뉴홈 팝업 쇼룸 설치 및 운영(2024), 서울미식주간 운영(2024) 등

## 조직
○ 경영본부
▶ 경영기획국
▶ 문화사업국
○ 제작본부
▶ 디자인스튜디오
▶ 장식스튜디오 
▶ 의상스튜디오
▶ 방송미술사업스튜디오